# الکس ویلسون
الکس ویلسون (انگلیسی: Alex Wilson; ۲۹ اکتبر ۱۹۰۸ – ۱۶ مارس ۱۹۷۱) بازیکن فوتبال اهل بریتانیا بود.
از باشگاه‌هایی که در آن بازی کرده‌است می‌توان به باشگاه فوتبال آرسنال و باشگاه فوتبال سنت میرن اشاره کرد.